# Hermann Wittich
Hermann Gottlieb Friedrich Wittich (* 26. Mai 1826 in Bodelshausen; † 1. Oktober 1906 in Rottenburg am Neckar) war ein deutscher Beamter und Politiker und Ehrenbürger der Stadt Rottenburg. Er war Mitglied der Zweiten Kammer der Württembergischen Landstände (1887–1894).

## Leben und Wirken
Wittich war Sohn des Pfarrers Gottlob Heinrich Wittich und studierte in Tübingen Regiminalwissenschaften. Dort wurde er 1844 Mitglied der Burschenschaft Germania Tübingen. Von 1851 bis 1866 war er Oberamtsaktuar am Oberamt Waiblingen, dann bis 1876 Oberamtmann am Oberamt Aalen und bis 1894 beim Oberamt Rottenburg. 1887 wurde er für die Württembergische Landespartei Abgeordneter des Württembergischen Landtags, dem er bis 1894 angehörte. Er war Mitglied der Geschäftsordnungs-, Petitions-, Staatsrechtlichen und Oberschulkommission. 1894 trat er in den Ruhestand.
Sein Bruder war der Generalsuperintendent von Tübingen und Landtagsabgeordnete Ernst von Wittich.

## Ehrungen
- 1878: Friedrichs-Orden, Ritterkreuz 1. Klasse
- 1889: Verleihung des Titels Regierungsrat
- 1894: Orden der Württembergischen Krone, Ritterkreuz
- 1901: Ehrenbürgerrecht der Stadt Rottenburg